# Чебурашка отива на училище
„Чебурашка отива на училище“ е съветски куклен анимационен филм, режисиран от Роман Качанов по книгата „Чебурашка отива на училище“ на Едуард Успенски и издаден от филмовото студио „Союзмультфильм“ през 1983 г. Продължение на филма "Шапокляк" (1974) и финал на поредицата за Чебурашка и крокодила Гена. Премиерата на карикатурата се състоя на 31 август 1983 г.
През 2012 г. куклите, използвани при заснемането на този анимационен филм, бяха пуснати за продажба в аукционна къща Совком и премахнати от търга точно преди деня на търга.

## Сюжет
Чебурашка не посрещна Крокодилът Гена на летището. Оказва се, че Чебурашка е неграмотен и не може да прочете телеграмата на Гена. Има само един изход - трябва да отидете на училище, още повече че утре е 1 септември. Училището е затворено за ремонт, който не може да бъде завършен.

## Снимачен екип

### Създатели
- Сценаристи: Едуард Успенски, Роман Качанов
- Режисьор: Роман Качанов
- Художници: Олга Боголюбова, Леонид Шварцман
- Оператори: Теодор Бунимович, Владимир Сидоров
- Композитор: Владимир Шаински
- Тонрежисьор: Борис Филчиков
- Редактор: Галина Филатова
- Редактор: Наталия Абрамова
- Художници на анимацията: Ирина Собинова-Касил, Наталия Тимофеева, Наталия Дабижа, Михаил Писман
- Кукли и декорации изработиха: Олег Масаинов, Павел Гусев, Сергей Галкин, Наталия Барковская, Александър Беляев, Михаил Колтунов, Валентин Ладигин, Владимир Маслов, Людмила Рубан, Александър Максимов, Светлана Знаменская, Семьон Етлис, Владимир Аббакумов, Нина Молева, Виктор Гришин, Марина Чеснокова, Валери Петров, Наталия Гринберг
- Режисьор на филмовия екип: Григорий Хмара

### В ролите
- Василий Ливанов - Крокодил Гена,
- Клара Румянова - Чебурашка / момиче Вера,
- Юрий Андреев - Шапокляк / арабски шофьор / режисьор / портиер на летището,
- Георги Бурков е продавач на ученически униформи.

## В България
В България филмът е издаден на DVD през 2007 г. от А Дизайн с български дублаж. Ролите се озвучават от Живка Донева, Живко Джуранов и Станислав Пищалов.